# Upavištakónásana

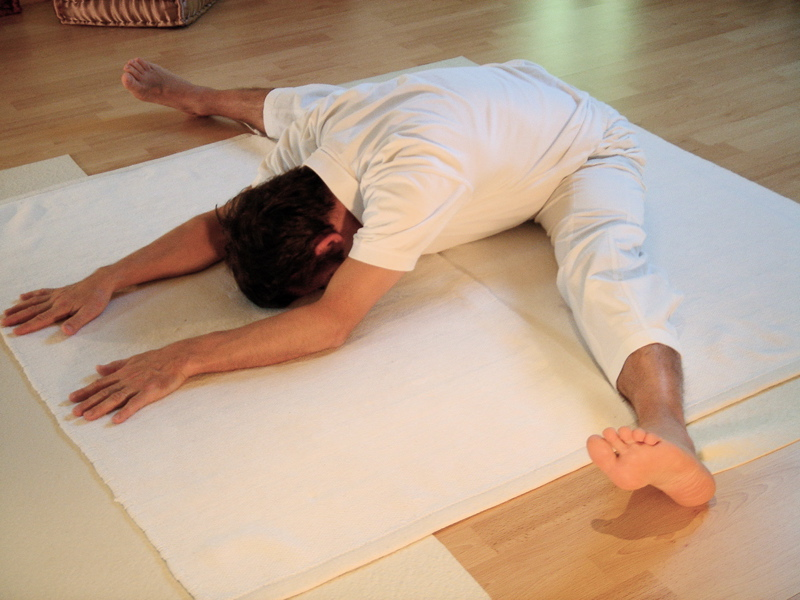
Upavištakónásana

Upavištakónásana neboli předklon v roznožení je ásana.

## Etymologie
Název pochází ze sanskrtského slova „upavista“ (sezení), „kona“ úhel, „ásana“ pozice.

## Popis
Z pozice hole se vysadí zadek ven a roztáhnou nohy na dostupnou šíři. Pokud má slabší cvičenec problém už zde, je možné nechat nejdříve kolena pokrčená a postupně nohy propínat. Cílem je udržet rovná záda a jít do předklonu. V poslední fázi, kdy jde o přiblížení hlavy k podložce lze záda zakulatit. Protažení funguje tak, že dlaně se pokládají stále dále a dále od trupu. Lze ručkovat střídavě k pravé a levé noze, současně se změnou poloho rukou se přesouvá i trup k pravé nebo levé noze. Chodidla jsou flexovaná, lze si pomoci popruhy. Pozice vyžaduje jistou trpělivost. Výhodná je u začátečníků i spolupráce druhé osoby.